# Optiliga

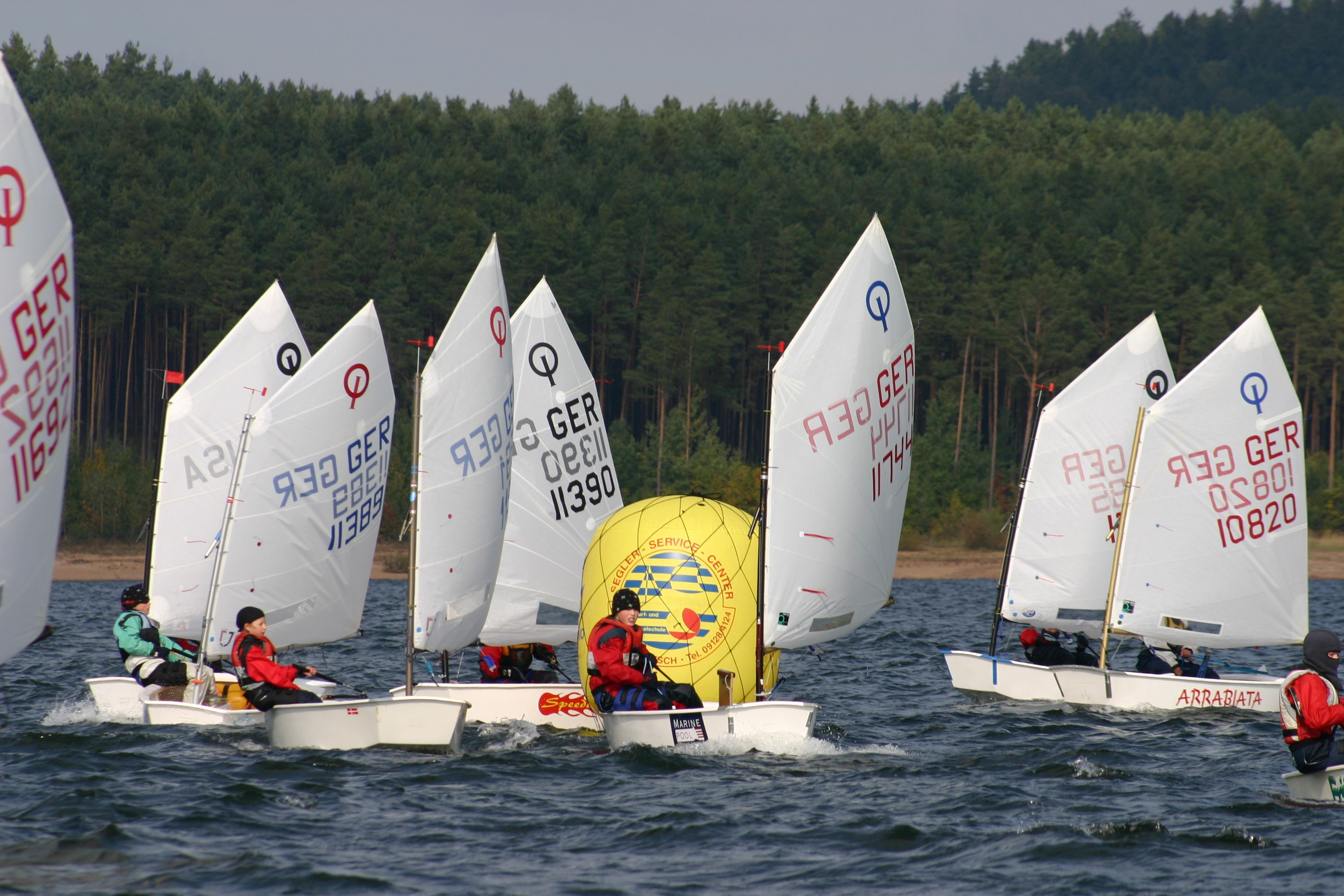
Optimisten an der Wendemarke

Die Optiliga ist eine Serie von Trainingswettfahrten mit Optimist-Segelbooten. Teilnehmer sind Kinder, die wenig oder keine Erfahrung im Regattasegeln haben. Weil diese Kinder gerade am Anfang ihrer Regatta-Karriere häufig noch unsicher sind, ist während der Wettfahrten Hilfestellung durch die Trainer vom Boot aus zugelassen (normalerweise ist dies bei Segelregatten streng untersagt). Die Dauer der Wettfahrten und das Kursschema werden dabei bewusst eher kurz und übersichtlich gehalten.
Typischerweise wird solch eine Serie gemeinsam durch mehrere Segelclubs eines Reviers (z. B. Flensburger Förde, Schlei, Bodensee oder Chiemsee) organisiert und im Rahmen mehrerer eintägiger Regatten abwechselnd bei den beteiligten Clubs durchgeführt. Pro Regattatag werden dann beispielsweise drei kurze Rennen gesegelt, anschließend können dann daraus eine Tageswertung und auch eine Gesamtwertung über die gesamte Serie erstellt werden.
Im Vordergrund stehen soll bei der Optiliga weniger der Leistungsgedanke, sondern vielmehr die solide Aneignung von Grundlagen des Regattasports (Bootsführung, Manövertechnik, Regattaregeln, Taktik usw.).
Die Idee, eine Optiliga in dieser Form einzuführen, entstand 1990 am Chiemsee.